# 나루타에촌
나루타에촌(成妙村)은 에히메현 기타우와군에 설치된 촌이다. 